# Marxisten-Leninisten Deutschland
Marxisten-Leninisten Deutschland (MLD) war eine maoistische Gruppe, die von 1976 bis 1981 mit organisatorischem Schwerpunkt in Frankfurt und Aachen bestand. Die MLD konstituierte sich am 20./21. März 1976 aus Gruppen, die sich ab etwa 1971 von der Kommunistischen Partei Deutschlands/Marxisten-Leninisten (KPD/ML) abgespalten hatten. Federführend war der Frankfurter Buchhändler Heiner Hügel. Die Auflösung der Gruppe erfolgte im Oktober 1981. Die Mitgliederzahl der MLD wird in der Literatur mit 250 (inkl. Sympathisanten) angegeben. Das theoretische Organ der Partei war Der Maoist, das in vier Nummern von 1975 bis 1978 erschien. Das Zentralorgan der Gruppe mit einer Auflage von höchstens 2.000 Exemplaren war die Zeitschrift Die Neue Welt, die ihren Titel 1979 wegen einer Klage des Axel-Springer-Verlages, der ein Periodikum mit ähnlichem Namen herausgab, in Die Achtziger Jahre änderte.
Eine der theoretischen Grundlagen der MLD war die Drei-Welten-Theorie der Kommunistischen Partei Chinas. Die MLD vertrat die These „Für Vaterlandsverteidigung und Burgfrieden“ und fiel vor allem durch nationalistische Parolen auf. Unter anderem plädierte sie für die Entfernung von "moskautreuen" Kommunisten aus dem öffentlichen Dienst, setzte sich für die Atomkraft ein und unterstützte die Heimatvertriebenen bei ihrer Forderung nach einer Rückkehr in die ehemaligen deutschen Ostgebiete. Auch rief sie auf, bei bayerischen Kommunalwahlen für die CSU zu stimmen. Sie unterstützte Franz Josef Strauß als „Bollwerk gegen den russischen Sozialfaschismus“. Im Kampf gegen „prosowjetische Kräfte“ in Deutschland versuchte die MLD-Gruppe eine breite Kampagne „für die Notwendigkeit und die Unterstützung des Verfassungsschutzes durch die Bevölkerung“ zu initiieren.